# BMW・600
BMW・600はドイツのBMWが製造、販売していた小型自動車である。

## 概要
1957年8月に発表された。正面の造形はイセッタによく似た卵形で、前席には正面から乗降するスタイルもイセッタと共通である。イセッタと比べると、ボディサイズとホイールベースが延長され後席が追加されて4人乗りとなり、後席の乗降用には右サイドのみにドアが1つ追加されている。
エンジンは同社のオートバイであるBMW・R67に搭載されていたエンジンをベースとした582ccの空冷水平対向2気筒OHVエンジンを搭載し、リアエンジン・リアドライブ方式とされた。トランスミッションは4速MTが搭載された。最高出力は19.5PSで、最高速度は103km/hだった。
後軸輪距の拡大に伴い、イセッタには搭載されなかったデファレンシャルギアが搭載された。リアサスペンションには三角形セミトレーリングアーム式サスペンションによる独立懸架方式が採用され、セミトレーリングアーム式サスペンション式サスペンションはその後のBMWの多くのモデルに採用されることになった。
フォルクスワーゲン・ビートルの影響と、1950年代後半になってくると安価なモデルに対する興味が失われたことで、600の生産台数はあまり伸びず、総生産台数は34,813台だけだった。1959年11月に生産終了し、後継車はBMW・700である。